# Josef Schulz (Fotograf)
Josef Schulz (* 19. März 1966 in Biskupiec) ist einer der international bedeutenden deutschen Fotografen und Fotokünstler der Nachfolgegeneration von Bernd Becher und Thomas Ruff. Er lebt und arbeitet in Düsseldorf.

## Leben
Josef Schulz, geboren 1966 in Biskupiec (zu deutsch Bischofsburg) in Polen, studierte von 1993 bis 1999 an der Kunstakademie Düsseldorf bei Bernd Becher und von 1999 bis 2001 bei Thomas Ruff, dessen Meisterschüler er war.

## Preise und Auszeichnungen
- 2007: Stipendiat der ZF Kunststiftung, Friedrichshafen
- 2005: Preis : Voies Off, de Recontres d´Arles, Arles, Frankreich
- 2002: Stipendium der Stiftung Kunst und Kultur des Landes NRW
- 2001: Erster Preis: db architekturbild 2001 – Wettbewerbes "Europäischer Architekturfotograf des Jahres 2001"
- 2000: Zweiter Preis: Kodak und Large Format Inkjet-Award
- 2000: Dritter Preis: artBahn Wettbewerb

## Einzelausstellungen (Auswahl)
- 2010: sign out, Galerie Heinz-Martin Weigand, Ettlingen/Karlsruhe
- 2009: übergang, Galerie WAGNER + PARTNER, Berlin
- 2009: übergang, Kunsthaus Essen
- 2008: übergang_2, ZF-Kulturstiftung im Zeppelin Museum Friedrichshafen
- 2008: Kunstverein Ludwigsburg
- 2007: simulacrum, Kunstverein Göppingen
- 2006: Real & Unreal, Gallery Lumiere, Seoul, Korea
- 2005: Hallen, MUWA Museum der Wahrnehmung Graz
- 2005: Josef Schulz: Subareale. Fotoarbeiten, Kunstverein Ingolstadt
- 2004: Shape and Space, Galerie Heinz-Martin Weigand, Ettlingen/Karlsruhe
- 2003: Wald und Wiese, Fiebach und Minninger Galerie, Köln
- 2001: Sachliches, Galerie Heinz-Martin Weigand, Ettlingen

## Ausstellungsbeteiligungen (Auswahl)
- 2010: Point of Entry: The Space Between Art and Architecture, La Galerie Pfriem, Lacoste, Frankreich
- 2009: Art City, ARoS Aarhus Kunstmuseum, Arhus, Dänemark
- 2009: Broken Vision, Mannheimer Kunstverein
- 2008: Building Pictures, Museum of Contemporary Photography, Chicago, USA
- 2006: ReGeneration. 50 Photographers of Tomorrow, 2005-2025, Aperture Foundation, New York, USA
- 2005:	all about ... düsseldorf, white box, Düsseldorf
- 2005: ReGeneration. 50 Photographers of Tomorrow, 2005-2025, Musée de l’Elysée, Lausanne (K)
- 2004: Voies Off, Festival Off de "Recontres d`Arles", Arles, Frankreich
- 2004: Chassez le naturel..., Biennale de Liège, B
- 2003: Viziuni in Architectura, Bukarest, R
- 2002: In Szene gesetzt. Architektur in der Fotografie der Gegenwart, ZKM, Karlsruhe (K)[2]
- 2002: Von Zero bis 2002, Museum für Neue Kunst mnk / zkm, Karlsruhe
- 2002: Digitale Bildwelten, KSK Art Prize, Recklinghausen
- 2002: transfer. Reisen in Zeiten von Cyberspace, Städtische Galerie Böblingen, Böblingen (K)
- 2002: In Szene gesetzt. Architektur in der Fotografie der Gegenwart, Städtische Galerie Erlangen, Erlangen (K)
- 2002: In Szene gesetzt. Architektur in der Fotografie der Gegenwart, Kunsthaus Kaufbeuren, Kaufbeuren (K)
- 2001: Galerie Heinz-Martin Weigand, Ettlingen/Karlsruhe, mit Vassilis Kalantzis, Jens Nagels und Martin Zeller
- 2001: db architekturbild 2001 – Europäischer Architekturfotograf des Jahres 2001, Bundeskunsthalle Bonn (K)
- 2000: ausgezeichnet, Fotografien 1998-2000, Kodak-Preisträger, Rheinauhafen, Köln
- 1998: Sonderausstellung der SK Stiftung Kultur: gestern genau jetzt, works of a photographical school, ART Cologne, Köln